# マフムト2世
マフムト2世（オスマントルコ語: محمود ثانى, ラテン文字転写: Maḥmûd-u s̠ânî, トルコ語: II. Mahmud, 1785年7月20日 - 1839年7月1日）は、オスマン帝国の第30代皇帝（在位：1808年 - 1839年）。父は第27代皇帝アブデュルハミト1世、母ナクシディル・スルタンはフランス人でナポレオン1世の義理の従妹とする伝説が有名だが、実際は不詳である。第29代ムスタファ4世の異母弟。アブデュルメジト1世、アブデュルアズィズの父。
内外の危機的状況によって帝国の支配が揺らぐ中で即位し、中央集権化と西洋化を軸とする上からの改革を推し進めて帝国の再生をはかった皇帝であり、オスマン帝国における啓蒙専制君主と評価される。

## 生涯

### 即位前
マフムトは1785年にアブデュルハミト1世とその夫人であるナクシディル・スルタンとの間に生まれた。母のナクシディル・スルタンの出自には諸説あり、かつてはフランス出身といわれていたが、近年の研究ではコーカサス出身という説が有力である。
マフムトが4歳の時に父帝が崩御し、いとこのセリム3世が後を継いだがセリム3世はマフムトとその兄のムスタファを気にかけており、マフムトは自由を享受した。また、皇子時代は、宮殿内のシェフザーデガン学校で教育を受けた。
セリム3世は偉大な作曲家でトプカプ宮殿で音楽の巨匠を集めるなどした。若き日のマフムトはその影響を受け、音楽に興味を持った。さらに書道にも関心があり、宮廷の書家のメフメト・ヴァスフィ・エフェンディから書道の施しを受けた。

### 即位

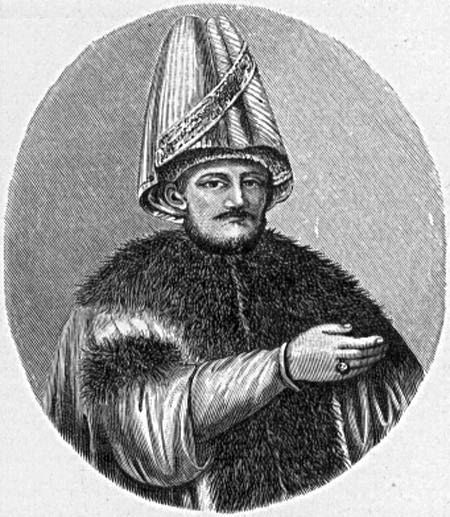
アレムダル・ムスタファ・パシャ

1807年、オスマン帝国の西洋化改革に先鞭をつけた従兄のセリム3世が イェニチェリによって廃位され、兄ムスタファ4世が即位した。
さらに翌1808年7月、改革推進派の要請を受けたブルガリア北部のアーヤーン（地方名士）、アレムダル・ムスタファ・パシャが蜂起、イスタンブールに入城してムスタファ4世を廃位するという動乱の結果、帝位継承順位が比較的低い年少の皇子であったマフムト2世が即位した。しかしこの即位をめぐる状況には複雑な事情があった。廃位されることを恐れたムスタファ4世が先手を打って、アレムダルの入城に先立ち先帝セリム3世とマフムトを殺害する命令を出した。ムスタファ4世は唯一の帝位継承権保持者であることにより廃位をまねがれる試みであった。この時の言い伝えはさまざまなものがあり、19世紀のオスマン史家のアフメト・ジェヴレト・パシャによると、ジョージア出身のジェブリという女奴隷が死刑執行官に焼けた石炭などを投げつけるなどして時間を稼いだ。その間にマフムトは屋根裏に隠れてアレムダル・パシャの軍勢が乱入するまでそこに隠れていた。アレムダルの到着後、マフムトは即位した。

### イェニチェリとの対立

オスマン朝マフムト2世のトゥグラによる署名。「アブデュルハミトの息子マフムト・ハン、永遠の勝利者」と読める

即位後、10月には帝国のアーヤーンをトプカプ宮殿に集めて一同の前で「同盟の盟約」(セムディ・イッティファーク)というアーヤーンの保護とアーヤーンとスルタンが互いに助け合う協定がなされた。
マフムト2世を即位させたアレムダルは自ら大宰相に就任し、セリム3世の編成した洋式軍を再建させるなど西洋化改革の復活をはかったが、11月にイェニチェリの蜂起によって殺害された。この時、イェニチェリ反乱の勃発を知ったマフムト2世はすぐさま、廃位・殺害の危険を逃れるため過去の例に倣い、唯一の帝位継承権者である異母兄、廃帝ムスタファ4世を殺害させた。
ムスタファ4世の死によって、マフムト2世が帝位継承権をもつオスマン家唯一の男子になったため、イェニチェリは彼を廃位することができず、マフムト2世は帝位を保った。だが、イェニチェリを中心とする反西洋化改革勢力のもとで政治的には長らく隠忍自重を余儀なくされた。しかしマフムトは長い時間をかけてイェニチェリ軍司令官に自分の支持者を少しでも多く配置していき、その一方で反改革派を地方の行政官にするなどの左遷によって数を減らしていき、場合によっては処刑することもあった。

### 露土戦争
フランス包囲網である対仏大同盟に参画したオスマン帝国だが、当時のヨーロッパの公法はオスマン帝国には適用されず、ウィーン会議にすら出席できなかった。しかも、1806年に始まった露土戦争は1809年に再開された。これに対抗するためにオスマン帝国は同年にイギリスと秘密同盟して対抗しようとしたが、1812年にオスマン側は敗北し、ロシアとブカレスト条約を締結し、ベッサラビアを割譲しプルート川を国境にして、さらに一部コーカサスの領土をロシア帝国に奪われてしまう有様であった。ブカレスト条約ではセルビアに自治権を与えることが明記されたが、オスマン側はなかなかそれを実行しなかったため、1815年に第二次セルビア蜂起が勃発、2年後にはセルビア自治公国を承認した。
それでも、大半の帝国領土は名目的には保持され、ヨーロッパ列強の思惑もあり、戦後のウィーン体制の一員となった。

### オスマン・ワッハーブ戦争
マフムトは即位の3年前から始まったワッハーブ王国との戦争を終わらせるために直ちに聖地奪還のための軍隊を派遣し、エジプト総督のムハンマド・アリーにも援軍を要請した。当時聖地を手に入れていたワッハーブ派は聖地巡礼団を襲撃して金品を奪い、ワッハーブ派に改宗するか死を選ぶかを選択させていた。聖地巡礼のルートを確保するのはカリフの役割であったためマフムトはスルタンとしての、そしてカリフとしての威信をかけて鎮圧に乗り出した。1812年にメディナを奪還し1813年にメッカを奪還して、1817年までにワッハーブ王国の主要都市を占領、翌年ワッハーブ王国を滅ぼした。国王アブドゥラ・ビン・サウドはイスタンブールへ送還され、そこで処刑された。

### オスマン・ガージャール戦争
オスマン帝国とガージャール朝は長らく友好を保っていたが、ガージャール側が自身に敵対的な部族を保護、または裏で操ってるとして、1821年に東アナトリアとバグダードへ侵攻してきた。バグダードは死守したもののエルズルムでガージャール朝と衝突、敗北し、1823年には第一次エルズルム条約を締結し講和した。内容は80年以上前に締結されたケルデン条約の国境線にすること、ペルシャ人の聖地巡礼の許可ら3年ごとに両国が使節を派遣することなどであった。しかし1830年代から国境紛争が再び起き、一触即発の状態にまでなった。しかし、戦争はイギリスとロシアの仲介で回避されマフムト2世死後の1847年に第二次エルズルム条約を調印した。内容は国境紛争地域を両国で折半し、そのための国境委員会を、設置することなどであった。国境を決める作業は長い時間をかけて行われ、1914年に完了した。

### 地方名士の鎮圧

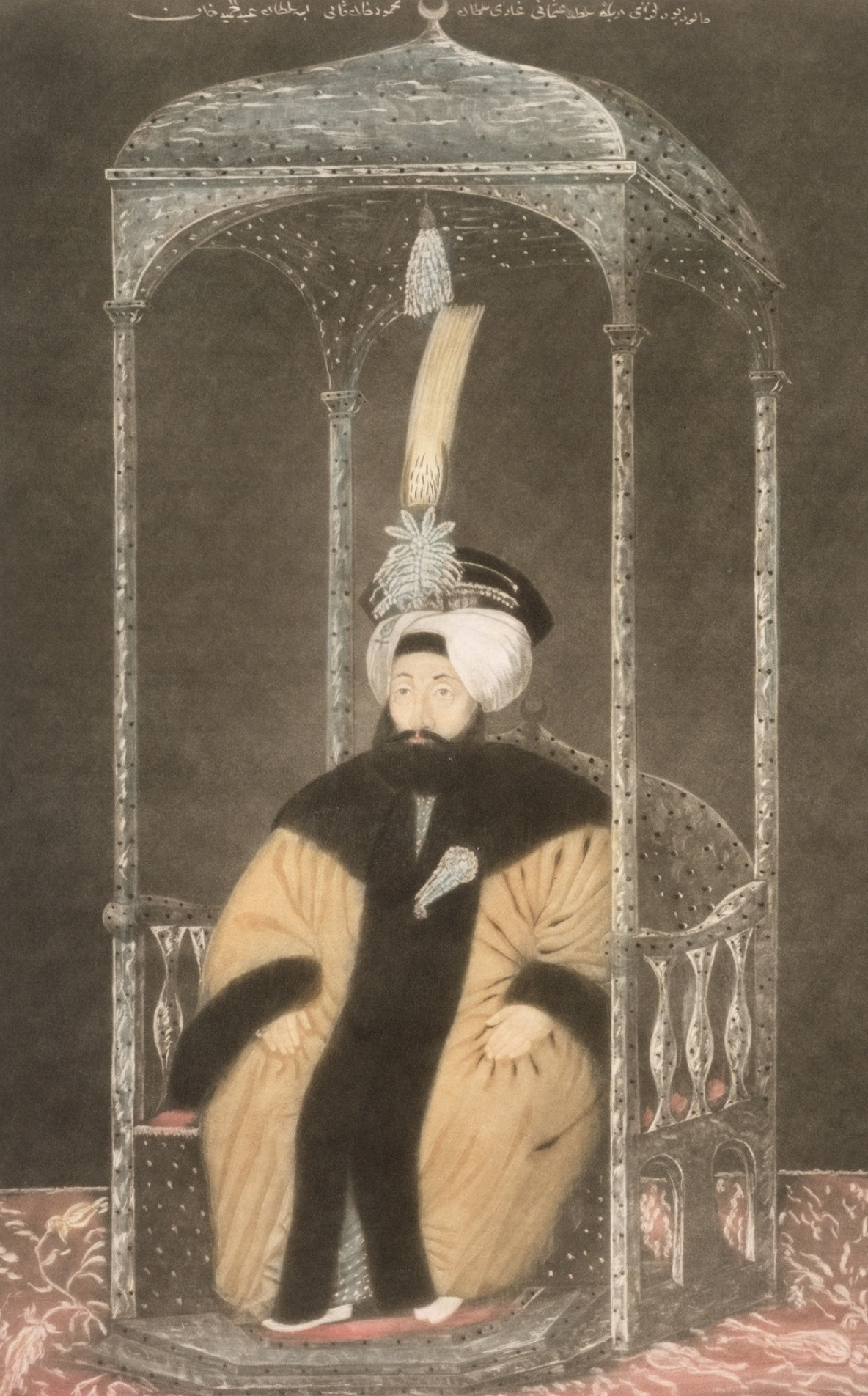
マフムト2世

マフムト2世は改革を進める一方で、地方において半独立君主のように振舞う地方名士達に圧力を加えて政府の統制下に置く努力をはらった。マフムトは宮廷の保守派との間では地方名士を排除して集権化を進める目的は一致していた。1813年に徴税請負制で契約できるのは地行政官限定とし、1838年には官職者の俸給に徴税請負権限を充てるのを禁止した。
時間をかけてマフムト2世による同盟関係の切り崩し、当主が死去した際の財産の没収、軍隊による討伐、もしくは大勢力の地方名士に小勢力の地方名士をいくつも討伐させる、強力な地方名士は任地替えで勢力をそぐ、などをして地方名士の力を削っていき、帝国の中枢であるバルカン・アナトリアでは10年ほどの間にほとんどの地方名士が中央政府に屈した。
このようにして、アレムダルの死から十数年をかけ、マフムト2世は徐々に皇帝専制・中央集権化に向けて実力を蓄えていった。

### イェニチェリの廃止

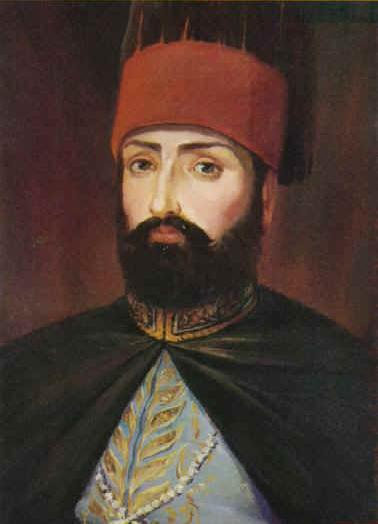
マフムト2世

1826年、マフムト2世はついに反改革・保守派勢力の牙城である旧式軍イェニチェリを撃滅する意を決し、新軍団の設立を宣言して、イェニチェリを挑発した。
6月14日、イェニチェリはマフムト2世に対して反乱を起こすが、マフムト2世はウラマーから反乱の正当性を否定する意見を取り付けていた。また、イェニチェリは都市の顔役として横暴に振舞うようになっていたため、もはや首都の住民たちにはまったく支持されていなかった。
このため、反乱軍は新式の装備を整えた砲兵隊に猛攻を加えられて瞬く間に壊滅させられることとなり、翌15日までに鎮圧された。マフムト2世はこれを機会にイェニチェリを廃止することを布告し、ここに200年以上帝国の実権を握り続けたイェニチェリは歴史の幕を閉じた。
イェニチェリの撃滅によって、西洋化に反対する勢力が完全に払拭されたと見ることは難しいが、長らく漸進的な改革に甘んじつつ皇帝の力を蓄えてきたマフムト2世が、改革を強硬に推進する専制君主へと進む象徴的な事件となった。

### 上からの近代化改革

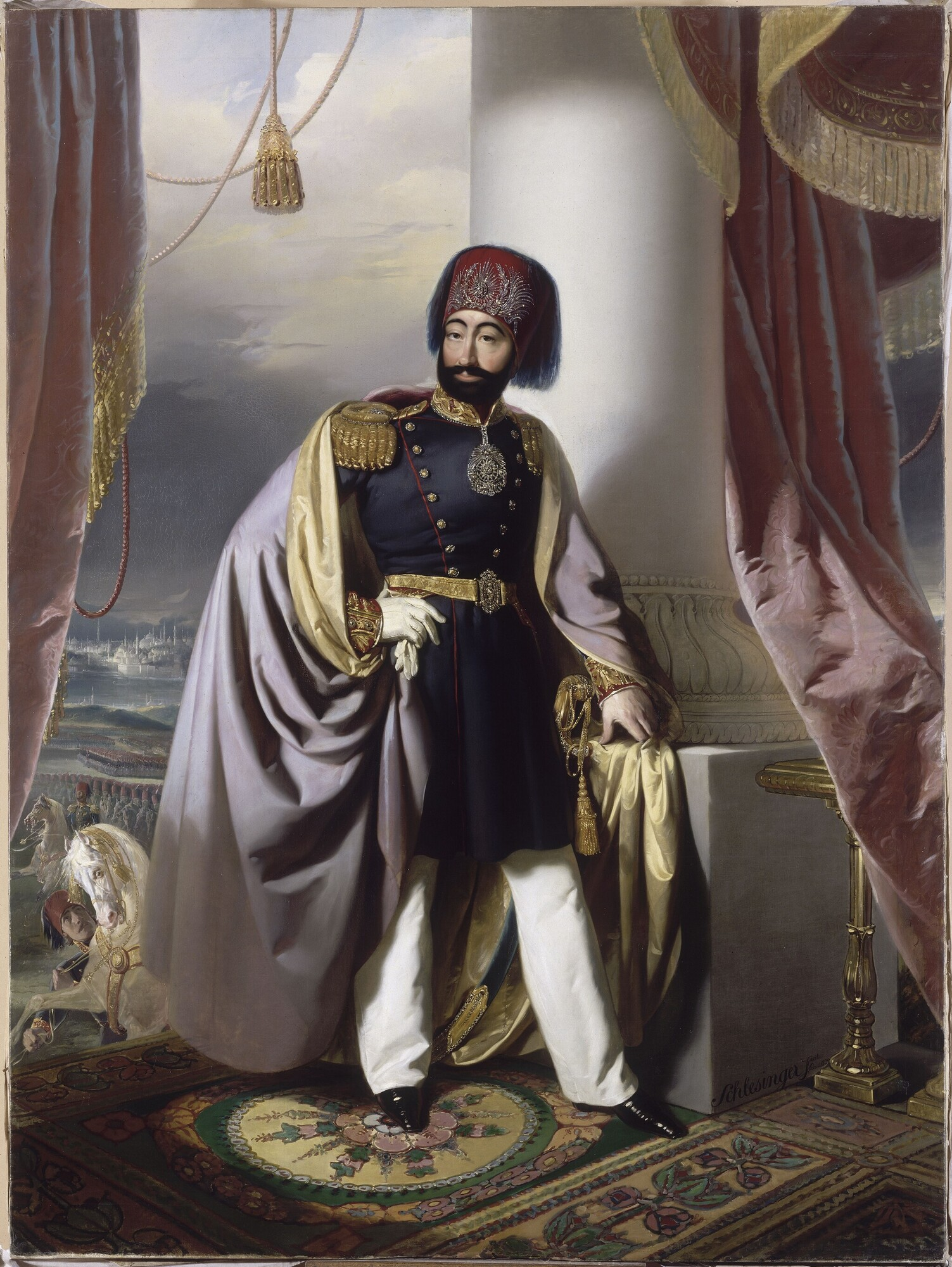
マフムト2世

軍事面では、6月16日にはイェニチェリ廃止の布告とともに、かねてから宣言していた「ムハンマド常勝軍」と名づけた新式軍隊を設立した。ヨーロッパの兵制に倣ってムハンマド常勝軍の総司令官としてセラスケルの職が新設され、オスマン帝国において初めて陸軍が一元的な指揮系統に統合された。軍隊を拡大するために1834年に広く国民から人材育成をするための陸軍士官学校が設立された。
また、長らく形骸化していたもののなおも存続していたティマール制を正式に廃止し、ティマール制によって維持されていた在地騎兵スィパーヒーを解体して陸軍の騎兵隊に統合した。ナヴァリノの海戦での敗北後は更なる強力な軍艦の建築に専念した。
政治の面では、君主の代理人として絶大な権力をふるってきた大宰相の権限縮小をはかろうとした。それまでの大宰相は絶大な権限を行使しており国政の実質的な最高責任者で戦時中には自ら前線に赴き最高司令官としての役割を果たしていたが、大宰相府は分割され、外務大臣、内務大臣、財務大臣、司法大臣などの大臣職を置いた。そして、これまで大宰相が主催してきた帝国の最高意志決定機関である御前会議（ディーワーヌ・ヒュマーユーン）は閣議に改められ、オスマン帝国の伝統的政治体制は西洋式の内閣制度に近づけられていった。マフムト2世最晩年の1838年には、大宰相の官名も総理大臣（首相）に変更されている。反動勢力によって廃止されていた大使館制度も復活させた。
首都ではモスクのメクデブで代行されていた初等教育の義務化を試みた。さらに中等教育のための西洋式の中学校としてリセが開かれている。また、一般官吏の養成と任用をはかるマフムト2世学校も設立された。
保守派の牙城であった宗教勢力に対しては、イェニチェリの廃止と前後してイスラム神秘主義のベクターシー教団を閉鎖させたり、宗教関係者の経済的基盤であるワクフ（寄進財産）を政府の管理下に入れたりすることで、宗教勢力の力を削いでいった。オスマン帝国の宗務行政において、最高の地位にあったシェイヒュルイスラームも、これまでの超然とした地位を改められ、「長老府」と呼ばれる宗務行政の最高官庁の長官とされ、閣議のメンバーに加えられるなど、政府機構の中に取り込まれていった。
1833年には、ギリシア独立戦争の勃発によってこれまで帝国の通訳官を務めてきたギリシア人が登用できなくなった穴を埋めるために翻訳局が設立され、オスマン帝国の若手官僚の中から、西洋の言語に通じ、通訳官・外交官として活躍できる人材が育成されていった。
また、従来の徒弟制的な家内教育と宗教勢力による学校教育が大勢を占めていた教育の分野も近代化がはかられ、軍医学校、音楽学校、士官学校などの近代的教育機関が創設された。彼らのうちの優秀なものたちは西洋に留学に派遣され、次世代を担うエリート改革官僚層を形成してゆくことになる。
文化の上でも、ムハンマド常勝軍で採用されていた西洋式の制服とトルコ帽が1829年に宗教関係の分野を司ってきたウラマーを除く全ての文官にも採用され、オスマン帝国の服制に洋装が取り入れられた。
これらのほかにも、マフムト2世期の重要な改革として、常設大使館の設置、官報の創刊、郵便制度の創設などがあげられる。
地域ごとに人口調査も行われ、これを機に地域の区域ごとに正、副の長が任命され(もしくは選ばれ)、納税者の全国調査も行われた。住民登録、通行証明書の発行、税金の割り振りが行われ、1834年に一部地域で資産と収入の調査も行われた。
ほかにも土地や家畜に課税されるハラージュの廃止、裁判の控訴制度を導入した。マフムトはイスラム教で忌み嫌われていた飲酒に関しても緩和する勅令を出して、これ以降上流階級では飲酒が平然のように行われるようになった。
このように、マフムト2世は様々な改革を専制的に実施し、オスマン帝国近代化の歴史に大きな足跡を残した。しかしその急速な西洋化改革は多くのムスリム（イスラム教徒）国民の反感を招き、マフムト2世は「異教徒の皇帝」とあだ名されたという。

### 改革の限界（ギリシャの独立・エジプトの自立化）

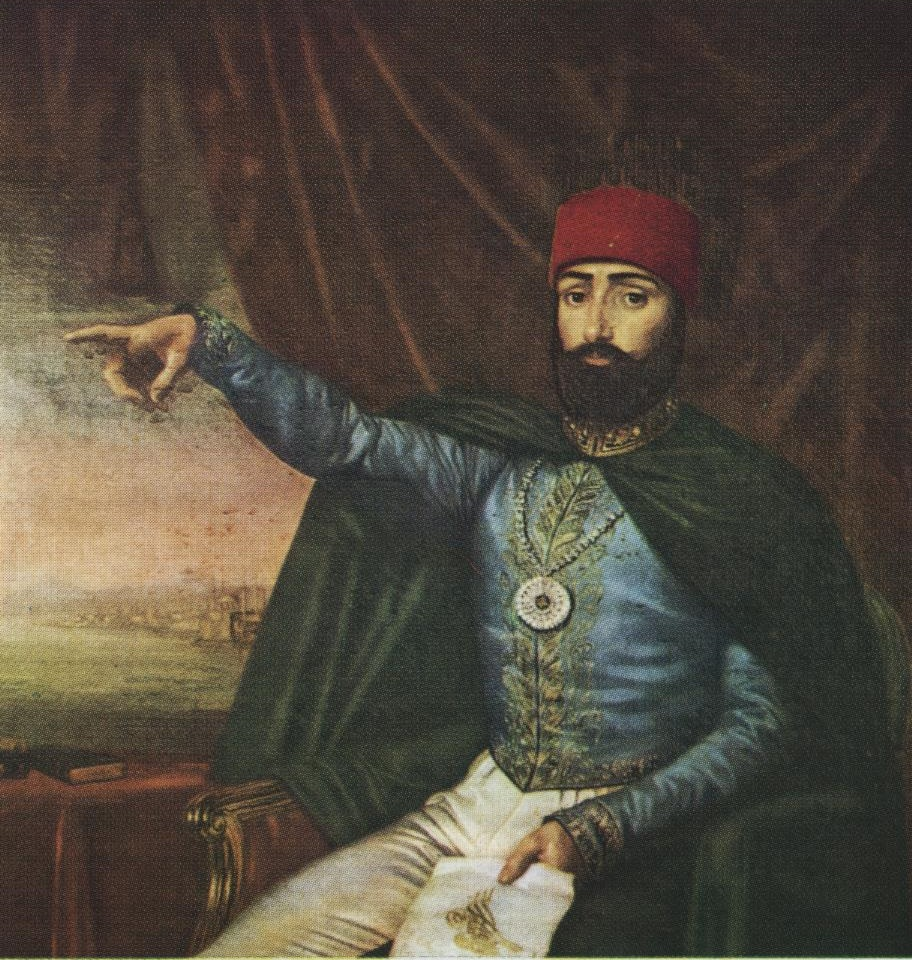
マフムト2世

マフムト2世の進めた様々な改革は一定の成果を納めたが、この時代に帝国が抱えていた深刻な内憂外患は、彼の晩年の対外関係をきわめて苦しいものにした。
マフムト2世の専制体制化は、長らくオスマン帝国の地方における軍事力を代行していたアーヤーンや陸軍力を担ってきたイェニチェリを滅ぼしたために、一時的な軍事力の弱体化をもたらさざるを得なかった。
1821年にワラキアの首都ブカレストで蜂起が発生した。(ワラキア蜂起)。この蜂起はすぐに鎮圧されたが、それに呼応するかのように3月にギリシャ人のアレクサンドロス・イプシランデスがヤッシーで蜂起し、ここにギリシャ独立戦争が勃発した。その後、ギリシャにイプシランデスやバルカン半島の諸民族、コサックなどが集結した。オスマン側も反撃し、6月にドラガツァニの戦いで独立軍を撃破した。しかしやがてペロポネソス半島は独立軍に占領され、クレタ島でも反乱が起きたため、マフムト2世はこれを鎮圧するためにジハードを宣言、コンスタンティノープル総主教のグリゴリオス5世を処刑した。オスマン側は徹底的な殲滅戦を繰り広げたが、対するギリシャ側はゲリラ戦法で反撃し、さらにヨーロッパ諸国から義勇軍がペロポネソス半島に集結してしまい全域に広がった蜂起を鎮圧しきれずにいた。1822年には反乱軍に海上戦で敗北、さらに中央政府がギリシャにできてしまい、半独立化していた。
追い詰められたマフムト2世は1824年に独自の西洋化政策を進めていたエジプト総督ムハンマド・アリーにペロポネソス半島とクレタ島、そしてシリアの３つの総督の地位を彼に与えることを引き換えにして援軍の派遣を要請した。翌年派遣されたムハンマド・アリーの息子のイブラヒム・パシャは次々と反乱軍を打ち破っていき、クレタ島をも占領した。オスマン側はさらに北の守りを固めるために1826年に不利な条件ながらアッケルマン条約を締結し、ロシアと協調関係をむすぼうとした。しかし1827年にはロシアはギリシャの支援を再開し、イギリス、フランス、ロシアの連合艦隊にナヴァリノの海戦で敗北。この時、艦隊の8割近くを失い6000人が敗死した。1828年にはロシアが正式に宣戦布告をしてきた。マフムトはエジプトに再び2万人の援軍を要請したが拒否され、帝国第2の首都のエディルネを占領されてしまった。結局翌年アドリアノープル条約でギリシャの自治を認め、さらにロンドン議定書で完全独立を認めた。
同年には帝国の西北端に位置するセルビア公国の自治を承認させられ、1830年に帝国南西端のアルジェリアがフランスによって占領された。
そして1831年、ギリシア独立戦争への参戦で大きな犠牲を払ったムハンマド・アリーが、参戦にあたってマフムト2世から約束されていたシリア総督職が与えられないことに抗議して、エジプト軍をシリアに武力侵攻させる事件が起きた（第一次エジプト・トルコ戦争）。単独でムハンマド・アリーを倒すことのできないマフムト2世は、ギリシア・セルビアの問題で圧迫を受けてきた相手であるロシアを頼り、エジプト問題を列強の介入によりさらに複雑化させた。ロシアの支援を得るために、ウンキャル・スケレッシ条約でトルコ海峡をロシアに解放した。
1833年、キュタヒヤ条約を締結し、第一次エジプト・トルコ戦争はムハンマド・アリーへのシリア総督職授与で決着したが、報復を期すマフムト2世とオスマン帝国政府からの自立とシリア方面における権益の拡大を狙うムハンマド・アリーとの間の対立関係は収まらなかった。
再衝突の緊張が高まった1838年、マフムト2世はエジプト問題におけるイギリスの支持を取り付けるため、イギリスの利益に大幅に譲歩して専売制の廃止と低率の固定関税を定め、オスマン帝国の関税自主権を喪失させる不平等条約を結ぶ道を選んだ。
これによりイギリスの支持は得られたが、マフムト2世の崩御後、帝国が半植民地化に向かう直接的な契機はこの時点に求められる。
しかしともかくも、イギリスの支持を得たマフムト2世は1839年4月に満を持してエジプトとの間に戦端を開き、ムハンマド・アリーの支配する北シリアの要衝アレッポにオスマン帝国軍を向かわせた（第二次エジプト・トルコ戦争）。6月24日、オスマン帝国軍はエジプト軍によって打ち破られ、第二次エジプト・トルコ戦争もまた、ムハンマド・アリーの優位によって進もうとしていた。この悲報が届く前にマフムトは崩御した。
この戦争は最終的にイギリスの介入により、1840年7月にオスマン帝国側の優位で決着するが、ムハンマド・アリーにエジプトの世襲権が認められた。
だが、これにより関税自主権のない不平等条約がエジプトにも適用されることになり、エジプトにとってもこの一連の事件は半植民地化の契機となってゆく。
マフムト2世とムハンマド・アリーの激突とその結果は、マフムト2世の改革が同時代のエジプトにおけるムハンマド・アリーによる改革に比べれば十分な結果を残すことができなかったことを意味している。

### 崩御とその業績
第二次エジプト・トルコ戦争のさなかに、既にマフムト2世は健康を害していた。1839年、崩御の直前にタンジマートの下準備を開始し、ギュルハネ勅令の起草を始めていたが、6月30日、マフムト2世は結核の悪化によってイスタンブールにて崩御し、長男のアブデュルメジト1世が後を継いだ。
彼は個人として様々な努力を行ったにもかかわらず、その治世における帝国の軍事的な退潮を押しとどめることはできなかった。しかしながら、彼が引いた近代化改革がなくしては帝国の存続はありえなかったのも確かであり、続く時代のタンジマート改革の基盤として彼が果たした役割は大きい。

## 家族
マフムト2世には少なくとも15人の妻がいた。
- ディルセラ・カドゥン
- カメルフェル・カドゥン
- ネヴフィダン・カドゥン
- ホシュヤル・カドゥン
- アシュブジャン・カドゥン
- ミスリナヤブ・カドゥン
- スルタブ・カドゥン
- ベズミアレム・カドゥン
- エブルエフタル・カドゥン
- ペルヴィジフェ・カドゥン
- ヒュスニュメレク・ハヌム
- ペルテヴニヤル・スルタン
- チルヤル・ハヌム
- ゼルニガル・ハヌム
- レブリジフェレク・ハヌム

マフムトは14人の息子がいたが成人したのはアブデュルメジト1世とアブデュルアズィズの2人だけであった。
- ムラト
- バヤズィト
- アブデュルハミト
- オスマン
- アフメト
- メフメト
- スレイマン
- アフメト
- メフメト
- アフメト
- アブデュルメジト1世
- アブデュルハミト
- アブデュルアズィズ
- ニザメッティン

マフムト2世には17人の娘がいた。
- ファトマ・スルタン
- アイシェ・スルタン
- ファトマ・スルタン
- サリハ・スルタン
- シャー・スルタン
- ミフリマー・スルタン
- エミネ・スルタン
- シャー・スルタン
- エミネ・スルタン
- ゼイネプ・スルタン
- ハミデ・スルタン
- アティイェ・スルタン
- ミュニレ・スルタン
- ハティジェ・スルタン
- アディレ・スルタン
- ファトマ・スルタン
- ハイリイェ・スルタン